# بلدية الشفا
بلدية الشفا هي إحدى بلديات مدينة الرياض في المملكة العربية السعودية.

## الأحياء التابعة للبلدية
- حي المصانع (بلدة المصانع سابقا)
- حي الشفا
- حي بدر
- حي المروة
- حي عكاظ
- حي أحد
- حي عريض.[1][2]